# Coupe de l'Outre-Mer
A Coupe de l'Outre Mer foi uma competição de futebol disputada na França entre 2008 e 2012, entre as seleções dos departamentos e territórios ultramarinos da França. Sucedeu a antiga Copa dos Campeões de Ultramar, disputada entre 1996 e 2007 (em vez de seleções, os clubes vencedores dos territórios participavam).
Reunião é a equipe que mais venceu a Copa, com 2 títulos (2008 e 2012), enquanto a Martinica foi campeã na edição de 2010. Guadalupe ficou na terceira posição em todas as edições do torneio, que foi extinto em 2012 pela Federação Francesa de Futebol, alegando que a Copa era "muito cara".
Wallis e Futuna, São Bartolomeu e São Martinho não disputaram nenhuma das 3 edições da competição, enquanto Saint-Pierre e Miquelon jogou 2.

## Sistema de disputa
A Coupe de l'Outre Mer era disputada em sistema de grupos com 4 seleções cada - em 2008, o grupo 2 teve apenas 3 participantes (Reunião, Guiana Francesa e Mayotte), e o Taiti foi representado pelo Manu-Ura. Todos os jogos eram disputados na França continental, e o vencedor recebia 4 pontos, 2 para quem vencia nos pênaltis e um ponto para quem perdesse a disputa, não havendo prorrogação.

## Lista de campeões e finais
| Edição | Campeão   | Vice-campeão | Placar                            | Estádio da final                     | Público da final |
| ------ | --------- | ------------ | --------------------------------- | ------------------------------------ | ---------------- |
| 2008   | Reunião   | Martinica    | 1–0                               | Stade Dominique Duvauchelle, Créteil |                  |
| 2010   | Martinica | Reunião      | 0–0 (pên: Martinica 5-3 Reunião)  | Stade Dominique Duvauchelle, Créteil |                  |
| 2012   | Reunião   | Martinica    | 2–2 (pên: Reunião 10-9 Martinica) | Stade Michel-Hidalgo, Saint-Gratien  | 5.000            |

## Títulos por seleção
Esta tabela mostra as estatísticas das seleções vencedoras.
| Ranking | Seleção   | Títulos | Última conquista | Vices | Última final perdida |
| ------- | --------- | ------- | ---------------- | ----- | -------------------- |
| 1       | Reunião   | 2       | 2008             | 1     | 2012                 |
| 2       | Martinica | 1       | 2010             | 2     | 2012                 |

## Artilheiros por edição
| Edição | Artilheiro (s)                                                                 | Gols |
| ------ | ------------------------------------------------------------------------------ | ---- |
| 2008   | Mamoudou Diallo (Reunião)                                                      | 4    |
| 2010   | Patrick Percin (Martinica) El Habib N'Daka (Mayotte) Ludovic Gotin (Guadalupe) | 4    |
| 2012   | Jean-Michel Fontaine (Reunião)                                                 | 7    |